# Envigado
Envigado es un municipio de Colombia ubicado en el sur del valle de Aburrá del departamento de Antioquia. Su área urbana está conurbada al norte con la ciudad de Medellín. Limita por el este con los municipios de Rionegro y El Retiro, por el sur con los municipios de El Retiro y Caldas, y por el oeste con los municipios de Sabaneta e Itagüí.
Envigado ha sido reconocido como uno de los municipios en Colombia con mejor calidad de vida, con el menor índice de pobreza multidimensional (con un valor del 14%), y una tasa de 19 homicidios por cada 100 000 habitantes.
Debe su nombre a que en ese lugar existían grandes árboles cuya madera se utilizaba en las vigas de las viviendas. Otras teorías dicen que se debe a un antiguo puente de vigas o "envigados" (armazones de vigas), que se debían utilizar para entrar a la población.[cita requerida]

## Historia
Según estudios arqueológicos realizados en la reserva ecológica La Morena, se evidenció una ocupación prehispánica desde hace más de 10 000 años AP. Los grupos humanos más antiguos se relacionan con grupos de cazadores-recolectores que durante 6000 años, explotaron los recursos del ambiente fluvial y selvático de los pisos cálido y templado de la cuenca del río Medellín-Porce; se dedicaron al aprovechamiento y cultivo de plantas silvestres y domesticadas.
El estudio de estos pobladores tempranos se inscribe, por tanto, en la temática del surgimiento y desarrollo de la agricultura en el norte de Suramérica. Las ocupaciones más recientes se relacionan con sociedades que ya habían adoptado la agricultura y que tenían una vida sedentaria en aldeas. Estas sociedades poblaron el valle de Aburrá y el territorio antioqueño desde hace unos 3000 años hasta la época de la Conquista española, desarrollaron complejas formas de organización social y política, que se reflejan en la diversidad y sofisticación de la alfarería y de las prácticas funerarias.

### SigloXVI
Este territorio estuvo habitado por los nutabe. Su centro de actividad era Envigado, incluyendo a Sabaneta y La Estrella. En la zona de Palenque existió el mayor asentamiento de dicha tribu. Luego en 1541, fueron colonizadas paulatinamente por los españoles, después del arribo de Jerónimo Luis Tejelo al valle de Aburrá por órdenes de Jorge Robledo. Esto según Juan Sardella, cronista de las hazañas del español Jorge Robledo.
Posteriormente, entra por el sur el Capitán Álvaro de Mendoza, enviado también por Jorge Robledo en la búsqueda del Valle de Arví, quien divisó al valle como un espléndido escenario casi virgen, con su imponente marco de montañas y surcado por el río, sus quebradas y torrentes, que corrían por entre una variada floresta de donde emergían columnas de humo en un pequeño poblado indígena situado al sur, lo que hoy es Sabaneta y Caldas, concretamente Pueblo Viejo, lugar del primitivo poblado de los aburraes.
De esa primera incursión no quedó nada distinto a la versión de los cronistas españoles, pues habría de continuar hacia el otro valle de oriente siempre en busca del mítico Dorado que ahora tenía el nombre de Arví. No obstante queda el testimonio que el primer zarpazo que pegaron los españoles en el valle de Aburrá fue al territorio de Envigado. Porque, desde entonces, este privilegiado sitio se ofrecía como el más apacible, pero también apetecible rincón de todo el valle.

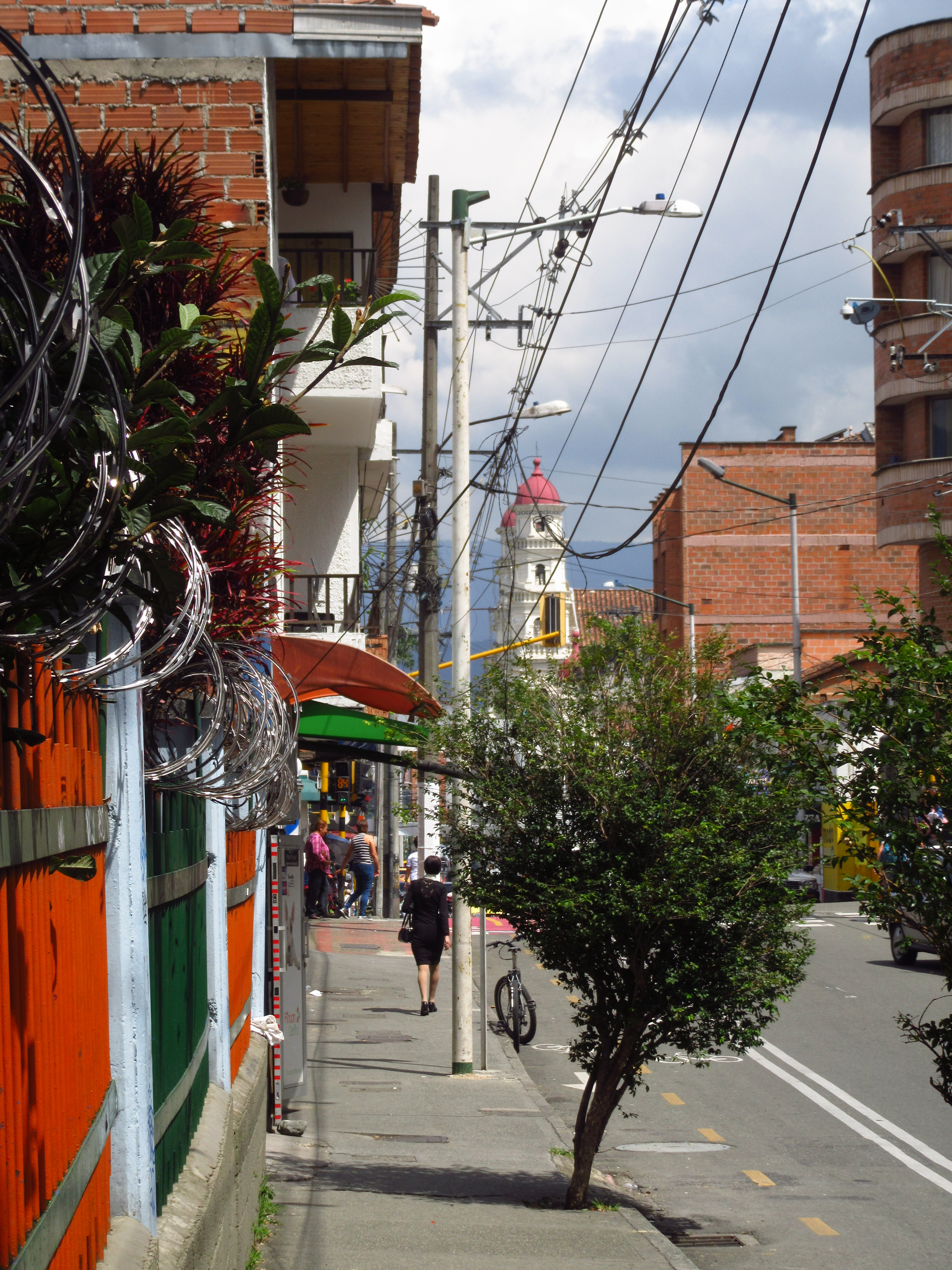
Carrera 42.

En 1547, Gaspar de Rodas, el último gobernador de la Provincia, solicitó al Consejo de la Villa de Santa Fe una concesión de tres lenguas cuadradas de tierra en el valle, al norte del antiguo pueblo de los aburraes, cerca del actual Envigado.
Cuatro años después, cuando la facción de Pedroso visitó el valle, este se hallaba aún ocupado solamente por indios. Aún este lugar no tenía el nombre de Envigado, el cual habría de recibirlo tiempo después, nominado por los primeros pobladores de la Villa de La Candelaria de Medellín quienes fueron los siguientes que le pusieron el ojo.

### SigloXVII
Hacia 1630, además de Aburrá se incluían otros poblados en el valle, tales como Aná, La Tasajera (Copacabana), La Culata (San Cristóbal), Itagüí, Santa Gertrudis (Envigado), Hatoviejo (Bello) y Guayabal. La primera capilla que existió en Envigado, construida en 1750, en la finca de Francisco de la Calle, padre de los doctores Jerónimo y Alberto María, estaba dedicada a la Virgen de los Dolores.
Solo en 1775, cuando se aprueba por parte del obispo de Popayán Antonio de Obregón la erección de la Parroquia, se le dedica el templo que se construye a Santa Gertrudis y se la escoge como Patrona de Envigado.
El origen de Envigado está unido a la existencia de Medellín desde la fundación de la Villa de La Candelaria, aunque siempre conservando su propia identidad. Primero aparece un Envigado rural diseminado en un inmenso territorio que comprendía lo que hoy son Envigado, Sabaneta, Itagüí y Caldas. En ese territorio fueron apareciendo haciendas habitadas por sus dueños, personas de medios económicos, quienes fueron casando sus descendientes con españoles pobres de origen prominente que llegaron hasta América en busca de fortuna.

### SiglosXVIIIyXIX
Desde 1743 se conoce en documentos oficiales, el nombre de Envigado, porque en 1766, el gobernador José Barón de Chaves, crea el sitio como partido o pedanía, nombrando alcalde pedáneo a Manuel Correa. Según el historiador y médico Manuel Uribe Ángel, en su libro de 1885 Geografía General y compendio histórico del Estado de Antioquia en Colombia, comenta que el nombre posiblemente se derivaba de la provisión de madera para la región, a través de "más largos perfectos troncos" o vigas.
Estas haciendas se fueron multiplicando y prosperando, subdividiendo cada vez más la tierra, lo que aumentó la población de este territorio. Al iniciar el último cuarto de siglo XVIII es el momento en que aparece Envigado a la vida urbana en el año de 1775, cuando se crea la Parroquia de Santa Gertrudis, se escoge el sitio para el templo, se trazan la plaza y las primeras calles.
Embigado, que era como se escribía en esa época y según aparecen los registros en el Archivo Histórico de Antioquia, era entonces solo una parroquia perteneciente al distrito de Medellín y al parecer solo alcanzó la categoría de municipio en 1814 durante la dictadura de Juan Del Corral, con una población de 9000 habitantes, de los cuales 552 eran esclavos, los archivos fueron enviados a Santa Fe durante la llegada de Morillo.

### SigloXX
En el siglo XX, Envigado entró a la vida urbana, con obras como el acueducto o el Hospital Manuel Uribe Ángel. En esta época ocurrió la separación del municipio de Sabaneta, por considerar que el municipio de Envigado presentaba un abandono hacia ese territorio, que había pertenecido a Envigado hasta aquel entonces, proceso que se completo el 22 de noviembre de 1967, en debate de la Asamblea Departamental de Antioquia.
También fue un municipio duramente azotado por el Narcotráfico, destacando al narcotraficante Pablo Escobar, quien además de lavar dinero en varios negocios del municipio, fue recluido y posteriormente se escapó de su cárcel privada en la Catedral

### SigloXXI
El 10 de julio de 2016 Envigado entró a ser miembro del Área metropolitana del Valle de Aburrá, que reúne a los otros nueve municipios de la región (Caldas, La Estrella, Sabaneta, Itagüí, Medellín, Bello, Copacabana, Girardota y Barbosa) tras una consulta popular.

## Geografía

### Localización
Envigado está ubicado en las coordenadas 6°10′19″N 75°35′09″O / 6.17194, -75.58583 al sur del valle de Aburrá, el cual se encuentra en la cordillera Central de los Andes colombianos, sobre un plano medianamente elevado del resto del valle de Aburrá.

El municipio dista del centro de Medellín a 10 kilómetros y de la capital de la República a 545 km. La altitud promedio de la cabecera es 1575 m s. n. m. y las altitudes máximas del municipio son 2900 m s. n. m. (Cerro Astilleros) y 2500 m s. n. m. (Alto Patio Bonito).

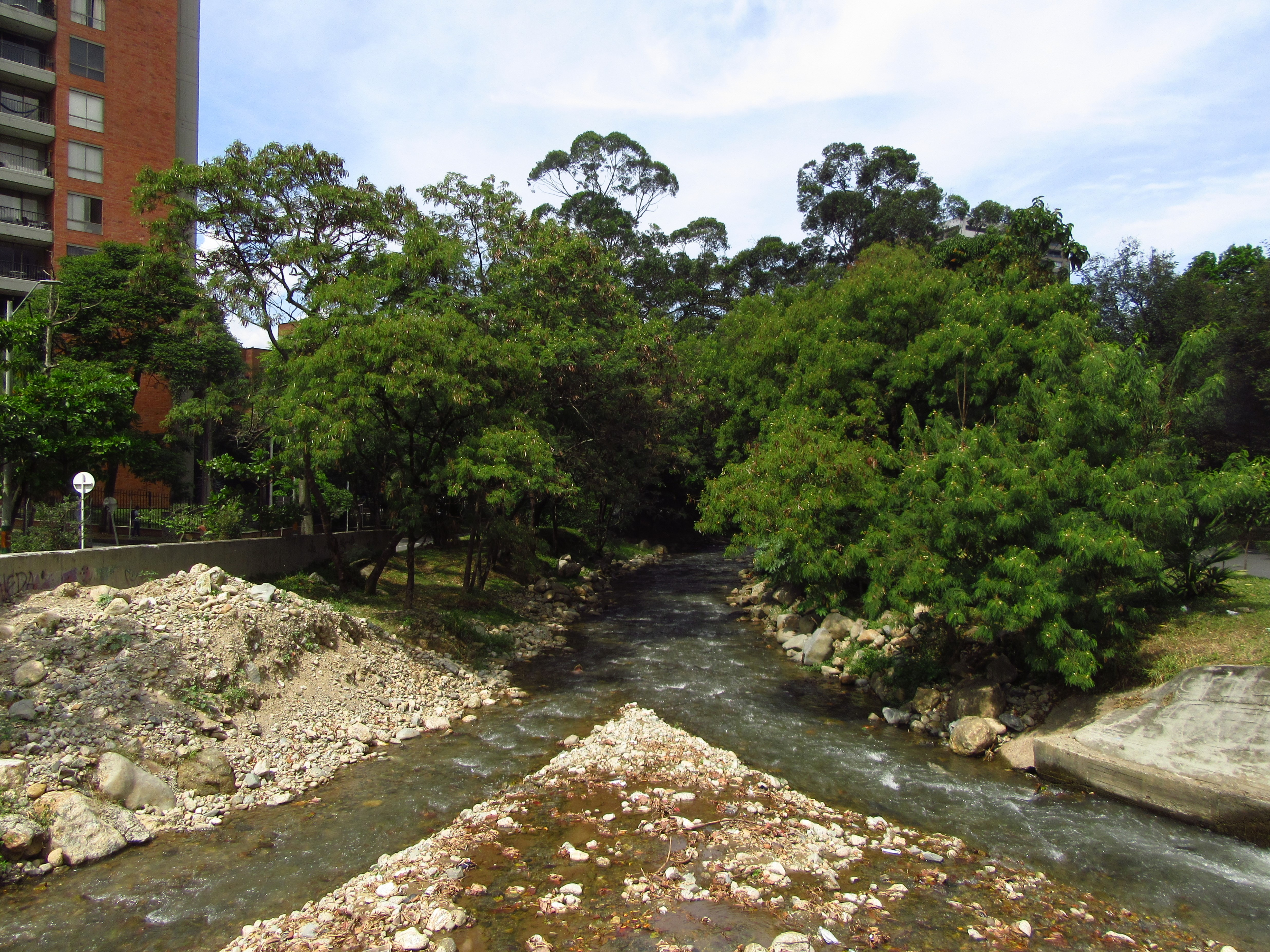
Envigado se desarrolló en torno a la cuenca de la quebrada La Ayurá.

La ciudad se desarrolló en torno a la cuenca de la quebrada La Ayurá, que hasta los años 1940 bastaba para abastecer el acueducto local.
La localidad hace parte del proceso de conurbación del valle de Aburrá. El municipio cuenta con un área aproximada de 78.80 km², de los cuales 66.68 km² corresponden al área rural y 12.12 km² al área urbana. De la superficie total que corresponde al valle de Aburrá (1152 km²), Envigado ocupa el 4.3 por ciento y el séptimo lugar en área entre los diez municipios que lo conforman. Limita al norte con Medellín, al sur con Sabaneta, Caldas y El Retiro, al oriente con Rionegro y El Retiro y al Occidente con Itagüí.

### Clima

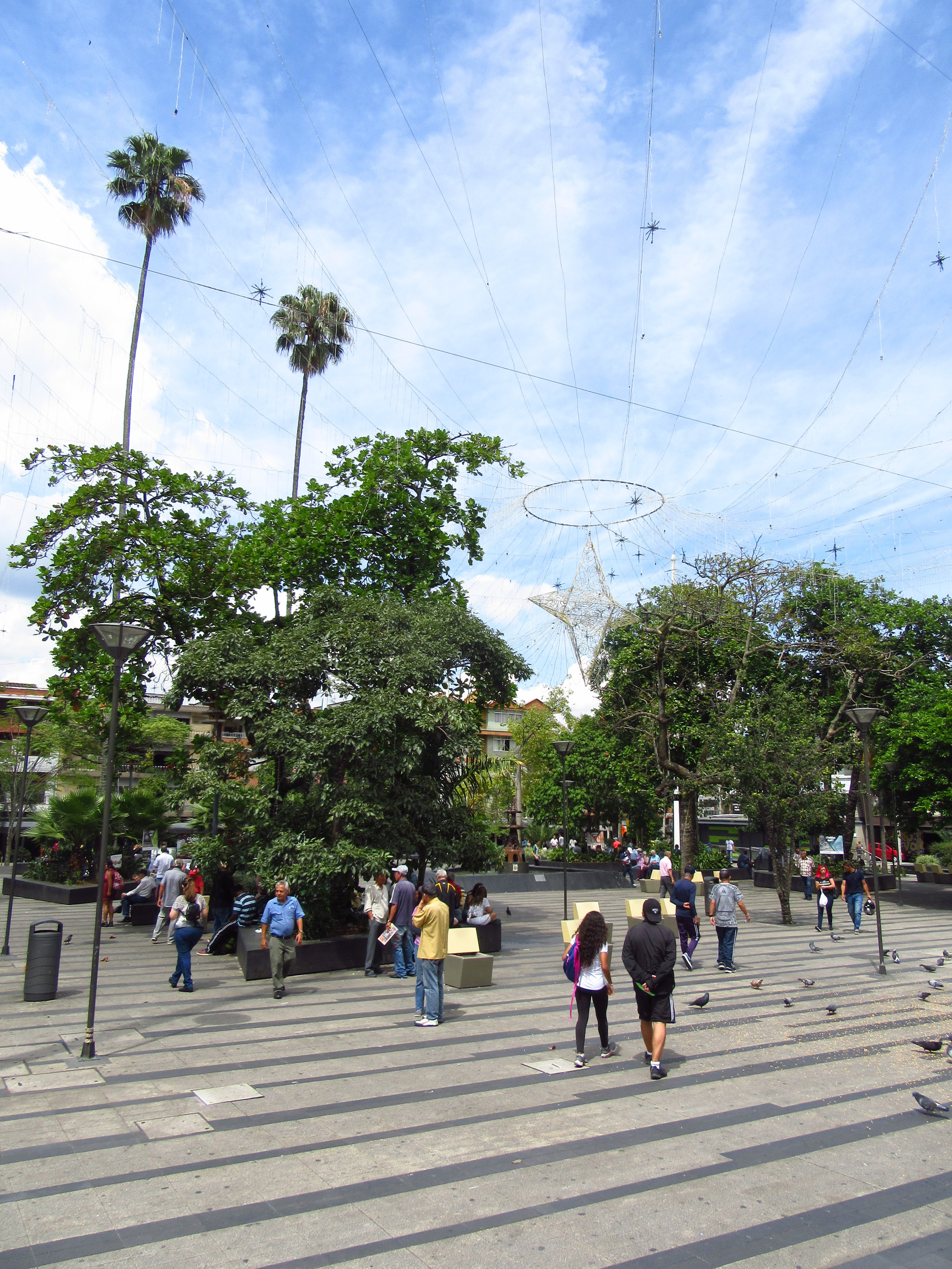
Parque Principal Marceliano Vélez.

Su temperatura promedio varía desde 21 °C en la cabecera municipal hasta los 16 °C en la parte alta y una humedad relativa del 70 por ciento. Las regiones del valle de Aburrá y el oriente antioqueño poseen un comportamiento pluvial con dos épocas húmedas y dos épocas secas. Es una región con variaciones climáticas de húmeda a muy húmeda, con precipitación promedio de 2000 milímetros, la cual varía desde 1200 en el noroccidente hasta 2300 en el altiplano oriental.

## Demografía
Según el censo de 2018, Envigado cuenta actualmente con una población de 228 845 habitantes, siendo esta la cuarta aglomeración urbana del departamento de Antioquia. El municipio cuenta con una densidad de 3.504 habitantes por kilómetro cuadrado.
El 46 por ciento son hombres y el 54 por ciento mujeres. Cuenta con una tasa de analfabetismo del 5 por ciento en la población mayor de cinco años de edad. La mayoría de su población es mestiza o blanca.
Los servicios públicos tienen una alta cobertura, ya que un 99,7 por ciento de las viviendas cuenta con servicio de energía eléctrica, mientras que un 96 por ciento tiene servicio de acueducto y un 97,4 por ciento de comunicación telefónica..
Según las cifras de la Gobernación de Antioquia basadas en la encuesta de Calidad de Vida 2004, el estrato socioeconómico predominante en Envigado es el 3 (medio-bajo), con un 44% del total de las viviendas ubicadas en el municipio; le sigue el 2 (bajo) con el 21%; el estrato 4 (medio) con el 18%; y los estratos 5 (medio-alto) y 6 (alto) ocupan un porcentaje minoritario, con un 13,5% y 2,5% respectivamente. Por último está el estrato 1 (bajo), al cual  corresponde  solo el 1% del total de viviendas del municipio.

## Gobierno y administración
Envigado está regido por un sistema democrático basado en los procesos de descentralización administrativa generados a partir de la proclamación de la Constitución Política de Colombia de 1991. 
A la ciudad la gobierna un alcalde (poder ejecutivo) y un Concejo Municipal (poder legislativo). El alcalde es el jefe de gobierno y de la administración municipal, representando legal, judicial y extrajudicialmente al municipio. Es elegido por voto popular por cuatro años. Entre sus funciones está administrar los recursos de la municipalidad, velar por el bienestar y los intereses de sus conciudadanos y representarlos ante el Gobierno Nacional, además de impulsar políticas locales para mejorar su calidad de vida. En la actualidad, el cargo lo ocupa Raúl Cardona.  

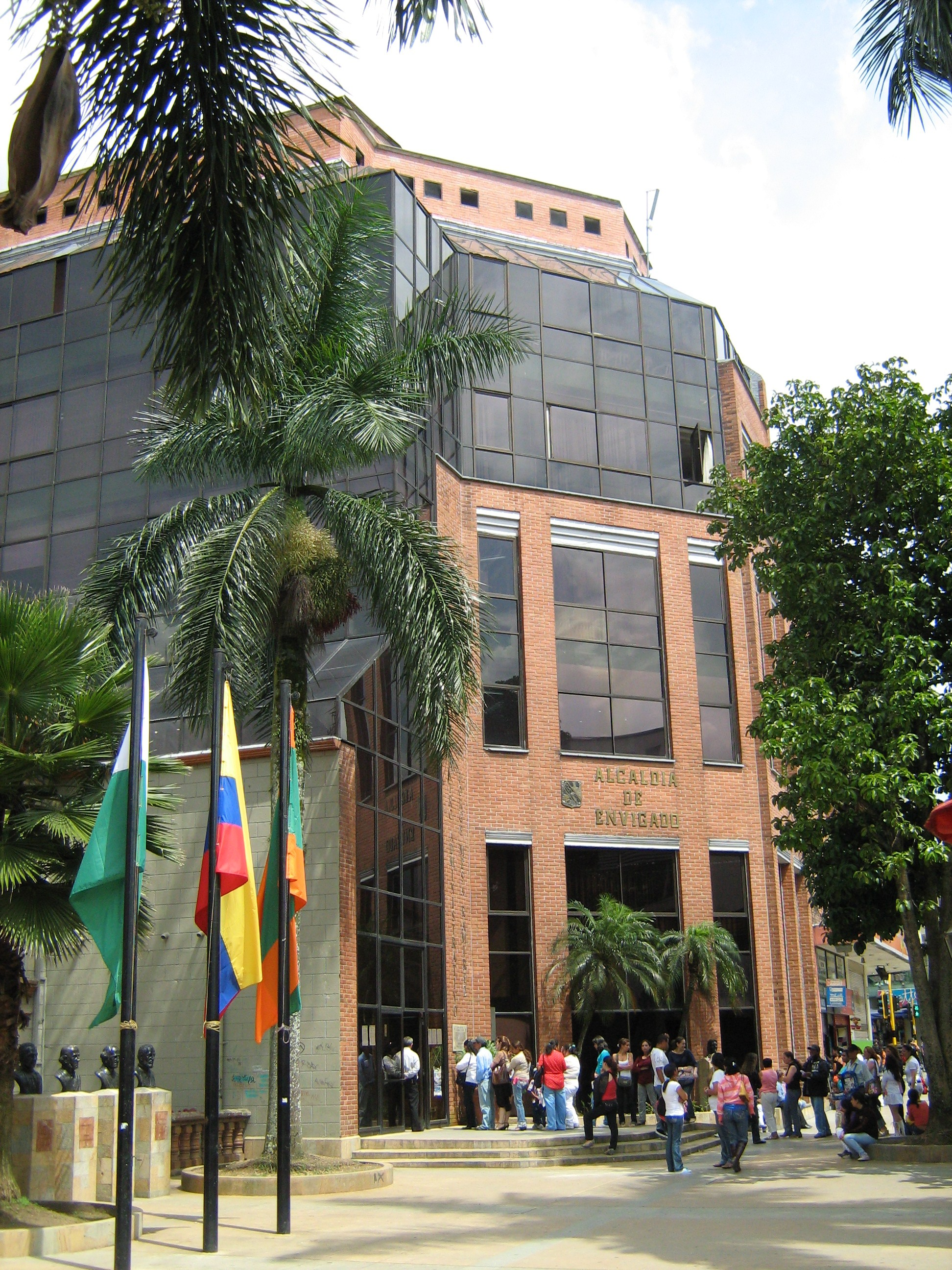
Alcaldía de Envigado.

El Concejo Municipal es una Corporación Administrativa de elección popular, compuesta por 17 ediles de diferentes tendencias políticas, elegidos por cuatro años. Emite acuerdos de obligatorio cumplimiento en su jurisdicción territorial. Entre sus funciones está aprobar los proyectos de los alcaldes, elegir personero y contralor municipal y posesionarlos, dictar las normas orgánicas del presupuesto y expedir anualmente el presupuesto de rentas y gastos. 
Administrativamente la Alcaldía de Envigado se divide en dos grandes grupos, la administración central y las entidades descentralizadas. La primera la componen las secretarías, que son entidades que dependen directamente del alcalde Son además unidades administrativas cuyo principal objetivo es la prestación de servicios a la Comunidad o a la Administración Central. Hay once secretarías y siete entidades descentralizadas.

### División administrativa
El área urbana del municipio está dividida en 39 barrios. Estos son Las Vegas, El Portal, La Magnolia, San Marcos, Pontevedra, Jardines, Villagrande, La Pradera, La Sebastiana, Las Flores, Uribe Ángel, Alto de Misael, Las Orquídeas, El Esmeraldal, Loma El Atravesado, San Mateo, Zúñiga, Bosques de Zúñiga, Loma de Las Brujas, La Pradera, El Chocho, La Inmaculada, El Chinguí, El Salado, La Mina, San Rafael, Las Antillas, El Trianón, Loma del Barro, La Paz, Las Casitas, Primavera, Milán-Vallejuelos, Alcalá, El Dorado, San José, Los Naranjos, Barrio Mesa, Zona Centro, Barrio Obrero y Bucarest.
El área rural se encuentra dividida en 6 veredas. Estas son Las Palmas, El Vallano, El Escobero, Santa Catalina, Pantanillo y Perico.

#### Área metropolitana del Valle de Aburrá
El área metropolitana del valle de Aburrá es una entidad político-administrativa que se asienta a todo lo largo del valle de Aburrá a una altitud promedio de 1.538 m s. n. m. El Área está compuesta por los 10 municipios que se asientan en el valle. Envigado ingresó al área metropolitana luego de haberse realizado una consulta popular el día 10 de julio del año 2016.
Fue la primera área metropolitana creada en Colombia en 1980, y es la segunda área en población en el país después del Distrito Capital de Bogotá. La población total, que suma la población urbana y rural de los diez municipios es de 3 821 797 habitantes. La principal zona urbana del área metropolitana se encuentra en el centro del valle y está conformada por las cuatro ciudades más grandes por número de habitantes, Medellín, Bello, Itagüí y Envigado.

## Salud
En Envigado se encuentran el Hospital público Manuel Uribe Ángel (), la Clínica de la Policía Regional del Valle de Aburrá (), la Fundación El Ágora (), la Clínica del Sur Las Américas y la Clínica de Especialistas de Envigado.

## Educación

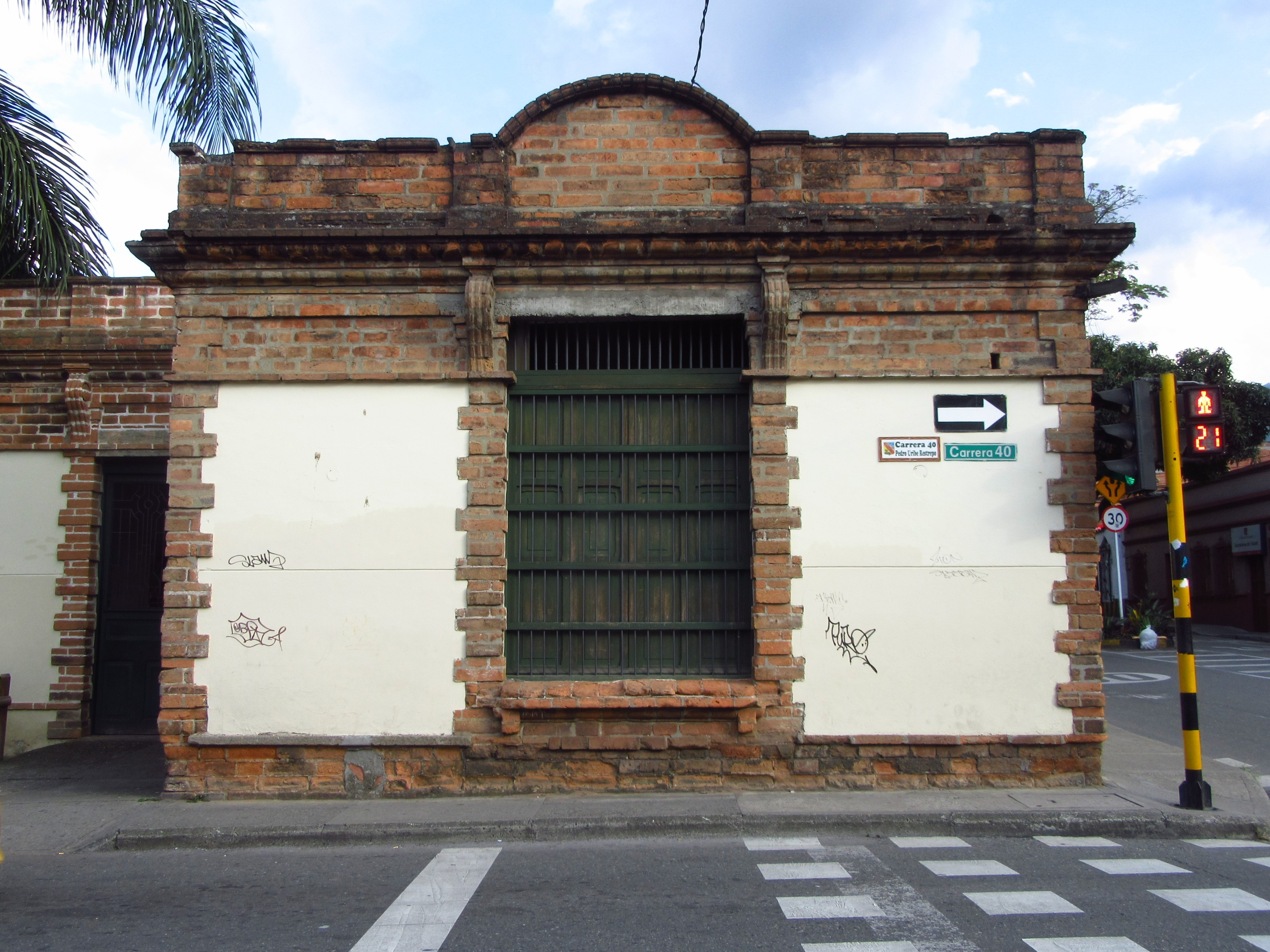
Fachada sobre la calle 40 de la Escuela Fernando González, de Agustín Goovaerts.

Envigado es sede de 4 instituciones de educación superior,
- La Institución Universitaria de Envigado; la cual ofrece programas como Derecho, Ingeniería en sistemas, Ingeniería Electrónica, Psicología, Administración de Negocios Internacionales, Contaduría Pública, entre otros
- La Escuela Superior Tecnológica de Artes Debora Arango; primera Institución de carácter municipal dedicada a la formación artística en el país
- La Escuela de Ingeniería de Antioquia; la subsede de la Universidad Cooperativa de Colombia con programas de administración, odontología, educación, entre otros; y una subsede regional (en convenio) de la Universidad de Antioquia ubicada en el colegio MUA Manuel Uribe Ángel la cual ofrece programas de pregrado y tecnologías, al igual mente que el instituto de ciencias aplicadas.

Entre los colegios más importantes están:
- Institución Educativa Alejandro Veléz Barrientos
- Institución Educativa Normal Superior de Envigado
- Institución Educativa José Miguel de la Calle
- Institución Educativa Comercial de Envigado
- Institución Educativa José Manuel Restrepo Vélez
- Institución Educativa Manuel Uribe Ángel
- Institución Educativa la Paz
- Institución Educativa Leticia Arango de Avedaño
- Institución Educativa El Salado
- Institución Educativa Marie Poussepine
- Instituto de ciencias aplicadas
- Columbus School
- Colegio Cumbres
- Colegio Alcaravanes
- Colegio Colombo Británico
- Colegio Teresiano
- Colegio La Salle
- Colegio San Marcos
- Colegio Benedictino
- Colegio de La presentación
- Liceo Francisco Restrepo Molina
- Colegio Gimnasio Integral Santa Ana

## Transporte

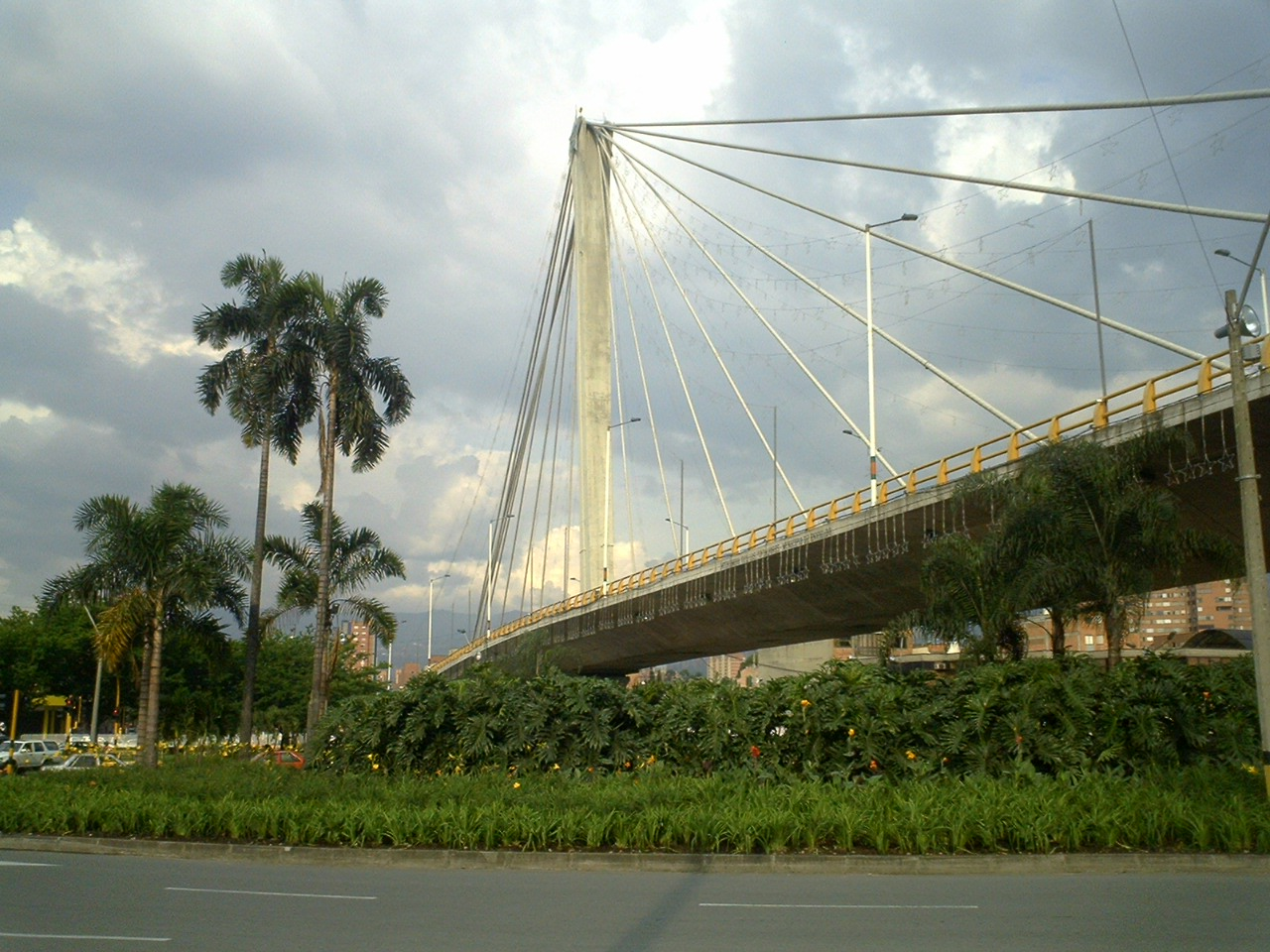
Intercambio Vial de Los Fundadores, en la Avenida Las Vegas.

#### Metro
En el área de influencia de Envigado, el Metro transita paralelamente junto al Río Medellín, dejando en su recorrido las estaciones Ayurá, Envigado e Itagüí.

#### Metroplús
Actualmente en obra, el Metroplús cuenta con 6 estaciones que abarcan la zona centro y de alta zona residencial de “Envigado”, uniendo así a Envigado con los otros tramos del Metroplús del área metropolitana de sur a norte.

#### Buses y taxis
Existe en la localidad un sistema privado de buses urbanos que atiende todos los sectores del municipio e igualmente se cuenta con rutas que comunican a Envigado con el centro de Medellín y el municipio vecino de Itagüí.
Adicionalmente, está el “Sistema Integrado de Transporte”, el cual consta de buses que comunican las estaciones del Metro con las diferentes áreas del municipio.

## Economía
En su área de influencia se encuentra la ensambladora Sofasa, la sede central de Almacenes Éxito, la cadena de hipermercados más grande de Colombia y es hoy día la sede del periódico El Colombiano.

### Sitios de interés turístico

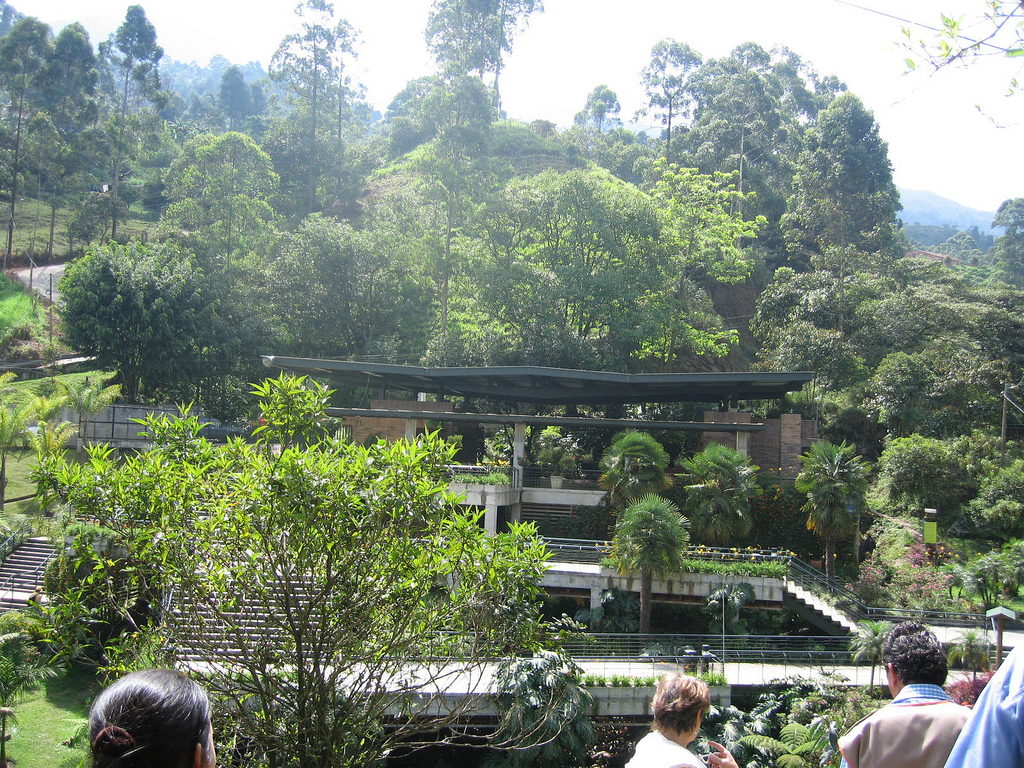
Parque ecológico El Salado

- Iglesia de Santa Gertrudis en el parque principal.
- Iglesia de San José.
- Iglesia de Santa Bárbara
- Escuela Fernando González.
- Casa de la Cultura "Miguel Uribe Restrepo".
- Antiguo Palacio Municipal.
- Casa Museo Otraparte
- El Ágora
- Casablanca - Residencia Débora Arango.
- Parque El Salado
- Parque La Morena
- El Pasaje
- Biblioteca Pública y Parque cultural Débora Arango
- Polideportivo sur de Envigado
- Estadio Polideportivo sur
- Parque recreativo de Envigado
- Teatro Municipal de Envigado
- Monasterio la catedral
- Monasterio de las Hermanas concepcionistas
- Cuevas del Higuerón
- Salto del ángel

## Medios de comunicación
La principal empresa de telefonía móvil es UNE Telecomunicaciones, recientemente separada de su casa matriz Empresas Públicas de Medellín (EPM). También están presentes la Empresa de Telecomunicaciones de Bogotá (ETB), Claro (de América Movil) y Movistar (de Telefónica).
Hay tres operadores de telefonía móvil todos con cobertura nacional y con tecnología GSM, Claro (de América Móvil) Banda: 850MHz; Movistar (de Telefónica) Banda: 850MHz,  Tigo (de Millicom) Banda: 1900MHz NGN y WOM.
Cuenta con varios canales de televisión de señal abierta, los tres locales Telemedellín, Canal U y Televida, (que cubren el valle de Aburrá), uno regional Teleantioquia, y los cinco nacionales: los tres privados Caracol, RCN y Canal 1, y los dos públicos , Canal Institucional y Señal Colombia. Las empresas de televisión por suscripción ofrecen canales propios. Uno comunitario es Teleenvigado
Tiene varias emisoras en AM y FM locales y nacionales, que Caracol Radio o RCN Radio manejan en su mayoría. Entre las emisoras independientes están Todelar, Super y Magna Stereo.
Circulan los diarios regionales El Colombiano y El Mundo y El Tiempo y El Espectador ambos de tiraje nacional. La Piedra de La Ayurá es fundado el 23 de febrero de 1999 por los hermanos Héctor y William Gómez Gallego.

## Cultura

### Eventos
- Fiestas del carriel.
- Fiesta semana de la Cultura, en julio.
- Encuentro Nacional del Tiple.
- Semana Santa, sin fecha fija en marzo o abril. (Patrimonio Cultural e inmaterial de la Nación)
- Festival de la Juventud (conciertos, formación académica, programación artística-cultural y caminatas ecológicas " Aventura Sur") desarrolladas y amparadas por la política pública de juventud. Se desarrolla en dos semanas en el marco del día internacional de la juventud el 12 de agosto.
- Festival Envigado Hacia EL Teatro.Realizado por la Corporación El Ágora desde el año 1993. Se realiza usualmente las dos últimas semanas del mes de septiembre.
- Festival fotográfico de Envigado en el mes de mayo.

## Deportes
El deporte más popular en el municipio es el fútbol. Envigado FC es el equipo de fútbol que representa al municipio y actualmente está en la Categoría Primera A del fútbol colombiano
También se practican otros deportes como atletismo, BMX, baloncesto, balonmano,  béisbol, ciclismo, tenis, voleibol, ajedrez, tenis de mesa y voleibol de playa,  microfútbol, monopatín, motociclismo, natación, patinaje.
El principal escenario deportivo del municipio es el polideportivo sur, que cuenta con un estadio de fútbol y varias canchas de fútbol, una cancha de natación, una cancha de BMX, una cancha de voleibol y un coliseo multiusos.

## Envigadeños célebres
- Fernando González, escritor y filósofo
- Débora Arango Pérez, pintora
- José Félix de Restrepo, político
- Manuel Uribe Ángel, escritor
- Miguel Uribe Restrepo, político
- José Manuel Restrepo, historiador
- Fermín Isaza, pintor y fotógrafo
- Robinson Díaz, actor